# Sopot, Loveci
Sopot (în bulgară Сопот) este un sat în comuna Ugărcin, regiunea Loveci,  Bulgaria. 

## Demografie
Componența etnică a satului Sopot
     Bulgari (91,25%)
     Romi (4,91%)
     Nicio identificare (3,82%)
     Altele (0%)
La recensământul din 2011, populația satului Sopot era de 183 locuitori. Din punct de vedere etnic, majoritatea locuitorilor (91,25%) erau bulgari, cu o minoritate de romi (4,91%). Pentru 3,82% din locuitori nu este cunoscută apartenența etnică.